# Rhein-Freileitungskreuzung Koblenz-Niederwerth-Urbar
Die Rhein-Freileitungskreuzung Koblenz–Niederwerth–Urbar ist Flussquerung einer Hochspannungsfreileitung über den Rhein zwischen dem Koblenzer Stadtteil Wallersheim und Urbar. Ein MAst steht auf der Südspitze der Rheininsel Niederwerth, weshalb die Freileitungskreuzung zwei Spannfelder umfasst. Die Kreuzungsmasten wurden zwischen 1925 und 1926 durch das RWE im Zuge der Nord-Süd-Leitung gebaut und bildet damit eine der ältesten deutschen Flusskreuzungen durch eine Freileitung überhaupt. In den Jahren 1979 und 1980 wurden die Leitungstrasse und damit auch die Masten der Rheinkreuzung umgebaut, um eine kombinierte Leitung mit zwei 380-kV- und zwei 110-kV-Stromkreisen zu erstellen. Über die Trasse soll bis 2026 ein Gleichstromkreis als Ultranet geführt werden.

## Geschichte
Die zur Rheinkreuzung gehörende Leitung war Teil des Pionierprojekts des RWE, weit voneinander entfernte Kraftwerksstandorte – Braunkohlekraftwerke im Rheinland und Wasserkraftwerke in den Alpen und im Südschwarzwald – miteinander zu koppeln und die Energieversorgung in einem Kraftwerksverbund zu integrieren. Die Trassierungsarbeiten für den betreffenden Abschnitt zwischen Andernach und dem Main wurden 1923 aufgenommen. Die Masten der Rheinkreuzung wurden von der Gutehoffnungshütte entworfen und produziert und wurden an Ort und Stelle in Einzelteilen aufgebaut.
Der Geschäftsbericht 1925/26 vermeldete, dass in diesem Abschnitt alle Masten bereits standen und in drei Teilabschnitten die Beseilung in Gange war. Im Zuge dessen entstand unmittelbar westlich der Rheinkreuzung auch das Umspannwerk Koblenz. 1926 ging der Abschnitt von Neuenahr bis zum Umspannwerk Mannheim-Rheinau probeweise mit 110 kV In Betrieb. Mit Inbetriebnahme der 220-kV-Anlage des Umspannwerks Brauweiler, dem nördlichen Endpunkt des Leitungssystems, wurde die Leitung auf 220 kV umgestellt. Der Verbundbetrieb zwischen den Kraftwerken der Illwerke in Vorarlberg und den Braunkohlekraftwerken im Kölner Raum wurde am 17. April 1930 aufgenommen.
Zwischen 1979 und 1980 wurde zwischen dem neuen Umspannwerk Weißenthurm und Marxheim die Leitung erneuert, indem die alten Masten abgebaut und durch größere Konstruktionen ersetzt wurden, die für einen späteren Betrieb mit zwei 380-kV-Stromkreisen und höherer Übertragungskapazität ausgelegt sind. Bei den Masten der Rheinkreuzung wurden nur die Spitzen ausgetauscht, um zwei 380-kV- und zwei 110-kV-Stromkreise über den Rhein führen zu können. Der sich westlich anschließende Teil der Leitung ab dem Umspannwerk Koblenz in Richtung Weißenthurm und Bad Neuenahr wurde Anfang 2009 ersatzlos abgebaut.

## Technischer Aufbau

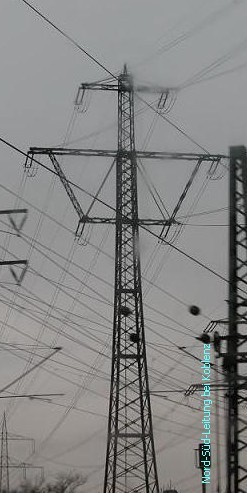
Originalmast unmittelbar westlich der Rheinkreuzung (2009 abgebaut)

Die Rheinkreuzung bestand in ihrem Originalzustand aus insgesamt vier Masten mit dazwischen drei Spannfeldern, von denen zwei über den Rhein führten und eins am westlichen Rheinufer dem Höhengewinn diente. Am östlichen Rheinufer machte man sich die Topografie zunutze, indem man den östlichsten der Kreuzungsmasten auf einer Anhöhe errichtete. Hierdurch konnte die Leitung auf kleineren Masten direkt weitergeführt werden. Beide Masten zu Beginn bzw. Ende des Kreuzungsabschnitts waren 63 m hohe Abspannmasten, der Mast am linken Rheinufer ein 119 m und der Mast auf der Rheininsel Niederwerth ein 124 m hoher Tragmast.
Alle vier Masten verfügten, wie auch die restlichen Masten der Leitung, über Masten mit drei Traversen zur Aufnahme der Leiterseile in Tonnenmast-Anordnung, wobei die mittlere und untere Traverse miteinander über schräge Verstrebungen verbunden waren. Bemerkenswerterweise schloss sich westlich der Rheinkreuzung zum Umspannwerk Koblenz und einige Kilometer darüber hinaus ein Leitungsabschnitt an, der über 60 m hohe Masten verfügte. Hierdurch sollten durch die etwa 300 m weiten Spannfelder Maststandorte eingespart werden, da das durchquerte Gelände für den Ausbau mit Industrieanlagen und Bahninfrastruktur vorgesehen war. Diese Masten und die Rheinkreuzungsmasten verfügen über dieselben Abmessungen bei den Traversen: Die obere und untere Traverse war jeweils 11 m breit, die mittlere 26,1 m. Die vier Kreuzungsmasten unterschieden sich darüber hinaus dadurch, dass sie über den Leiterseilen eine zusätzliche, schmalere Traverse zur Aufnahme von zwei Fernsprechkabeln verfügten. Der Mast auf der Rheininsel Niederwerth wurde aus Gründen des Hochwasserschutzes auf einem stählernen Portal errichtet, durch das ein Aufstauen des Wassers und Ansammeln von Treibgut verhindert werden sollte.
Als Leiterseile wurden von außen vernutete Kupferhohlseile mit 42 mm Durchmesser eingesetzt, welche vom RWE in Zusammenarbeit mit AEG, Siemens-Schuckertwerken und Felten & Guilleaume eigens für diese 220-kV-Leitung entwickelt wurde. Das Erdseil bestand aus Bronze mit einem Durchmesser von 10,5 mm Durchmesser. Die beiden Fernsprechkabel hatten einen Durchmesser von 24 mm.
Die Gesamtlänge der Leitungskreuzung beträgt 1284,5 m. Hiervon entfallen 259,5 m auf den westlichsten Abschnitt vorm Rhein, 522 m auf die Querung des Hauptstroms des Rheins und 503 m auf die Querung des Vallendarer Stroms. An der niedrigsten Stelle hingen die Leiterseile 46 bzw. 47,5 m über dem höchsten Schiffbaren Wasserstand des Rheins. Im Vergleich zur restlichen Strecke betrug die mechanische Spannung der Leiterseile etwa die Hälfte.

## Koordinaten
- Westlicher Mast in Koblenz: 50° 23′ 6″ N, 7° 36′ 29,8″ O
- Mittlerer Mast in Niederwerth: 50° 23′ 6″ N, 7° 36′ 56,6″ O
- Östlicher Mast in Urbar: 50° 23′ 6″ N, 7° 37′ 21,6″ O